# Jüdenstraße 9

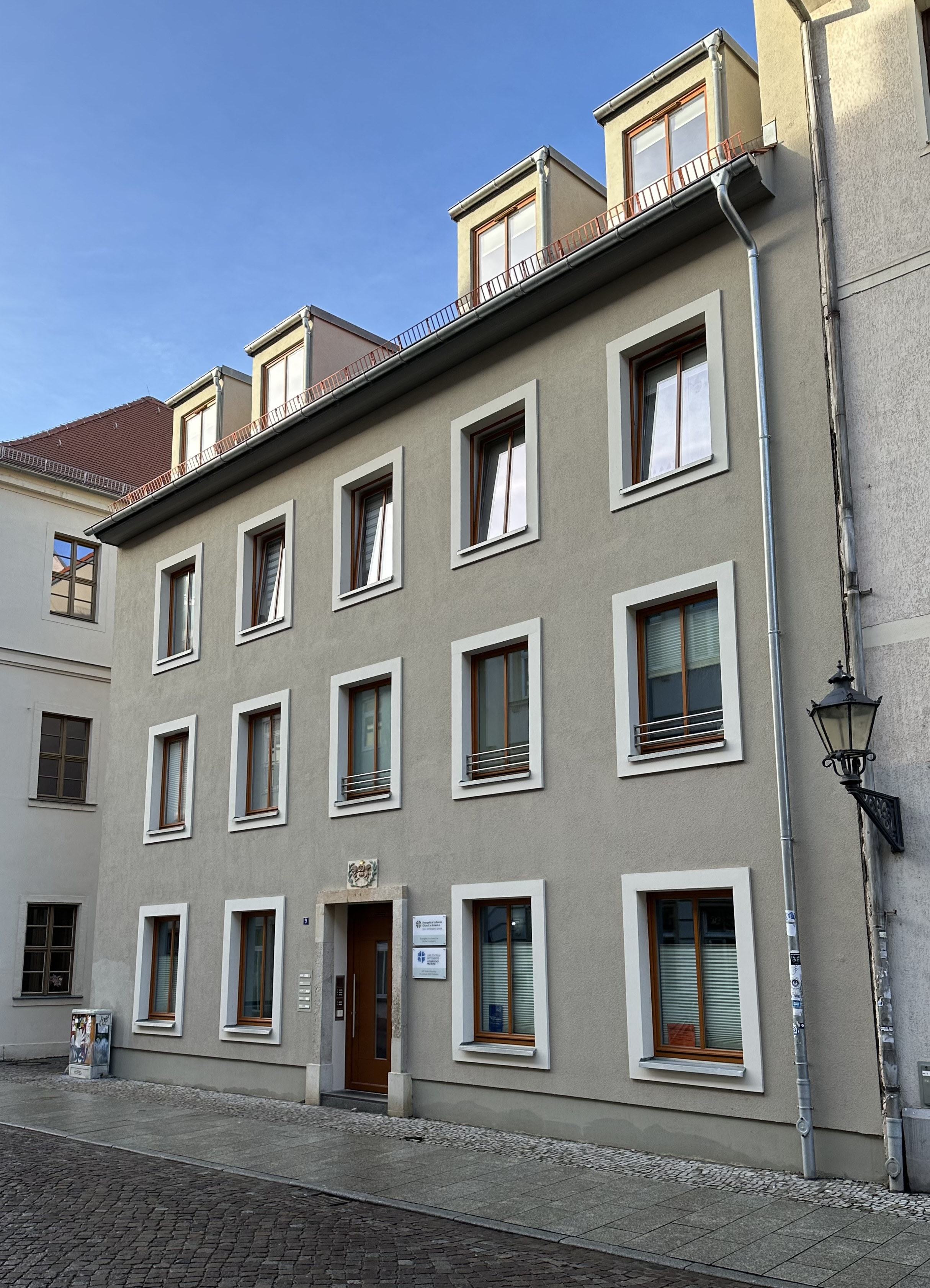
Jüdenstraße 9 im Jahr 2024

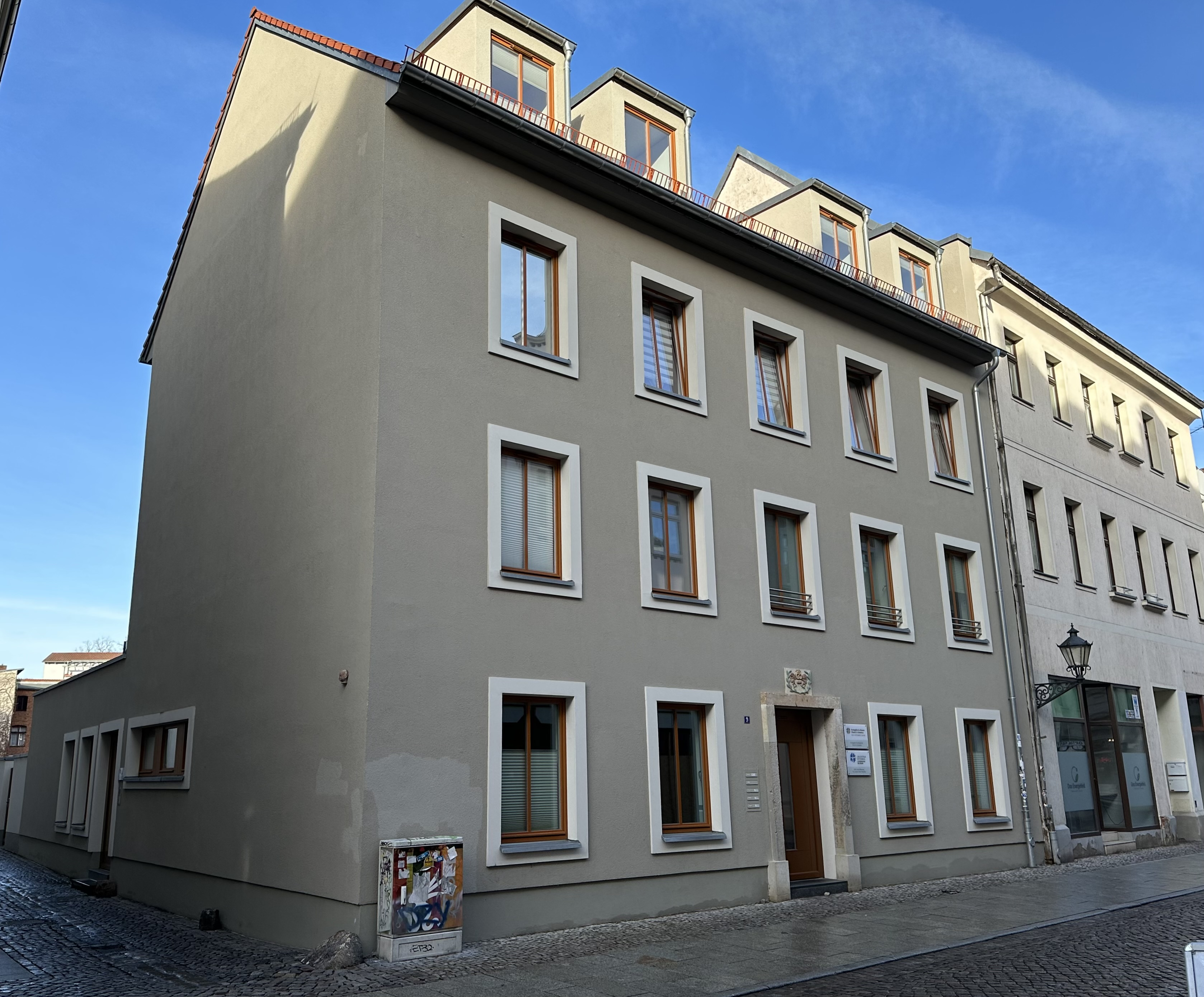
Blick von Südwesten

Die Jüdenstraße 9 ist ein denkmalgeschütztes Handwerkerhaus in der Lutherstadt Wittenberg in Sachsen-Anhalt.

## Lage
Das Gebäude befindet sich im nördlichen Teil der Altstadt der Lutherstadt Wittenberg auf der Nordseite der Jüdenstraße, in einer Ecklage zur westlich einmündenden Töpferstraße.

## Architektur und Geschichte
Das Bauwerk war als zweigeschossiges Fachwerkhaus errichtet worden. Der verputzte fünfachsige Bau wies spätbarocke Proportionen auf. Bedeckt war das Haus mit einem Krüppelwalmdach. Zur Töpferstraße hin befand sich ein Seitenflügel.
Anfang des 21. Jahrhunderts erfolgte ein grundlegender Um- bzw. Neubau. Das Gebäude ist nun dreigeschossig und wird von einem Satteldach bedeckt. Erhalten ist jedoch das Türgewände für die in der mittleren Achse angeordnete Hauseingangstür sowie das oberhalb der Tür angebrachte Innungszeichen der Bäcker mit der Jahreszahl 1825.
Im Denkmalverzeichnis des Landes Sachsen-Anhalt ist das Handwerkerhaus unter der Erfassungsnummer 094 35925 als Baudenkmal verzeichnet.